# 1945 en architecture
| Années de l'architecture : 1942 - 1943 - 1944 - 1945 - 1946 - 1947 - 1948    |
| Décennies de l'architecture : 1910 - 1920 - 1930 - 1940 - 1950 - 1960 - 1970 |

Cet article présente les faits marquants de l'année 1945 en architecture.

## Réalisations
- L'architecte Henry Bernard dirige les travaux de l'université de Caen.

## Événements
- Le Corbusier exécute les projets urbains pour la reconstruction et l'aménagement de Saint-Gaudens (en collaboration avec Marcel Lods), de Saint-Dié et de La Rochelle-La Pallice.

## Récompenses
- Prix de Rome : Jean Dubuisson et Jean de Mailly (ex æquo).

## Naissances
- 12 août : Jean Nouvel.

## Décès
- 8 février : Robert Mallet-Stevens (° 24 mars 1886).
- 11 mars : Jean-Amédée Gibert, peintre et architecte français (° 24 janvier 1869)